# 경동대학교
경동대학교(京東大學校, Kyungdong University)는 대한민국의 경기도의 양주시와, 강원특별자치도의 원주시와 고성군에 소재한 사립 대학이다.
각각 1997년 , 1980년 설립된 경동대학교와 속초경상전문대학을 모태로 둔 경동대학교와 동우대학이 2013년 통합하여 현재에 이르고 있다. 국문 약칭으로 경동대(京東大), 영문 약칭으로 KDU 등을 사용하고 있다. 단과대학과 대학원은 설치하고 있지 않으며, 약 33개 학부 전공을 캠퍼스 별로 운영하고 있다.

## 연혁
경동대학교는 본래의 경동대학교와 동우대학이 2013년 통합한 대학이다. 경동대학교는 1996년 12월 13일, 학교법인 경동대학교의 전재욱에 의하여 설립되었다. 이듬해 3월 3일 개교하였다. 동우대학은 동일 법인에서 1980년 11월 3일 설립한 속초경상전문대학이 모태이다. 이듬해 개교하였고, 그 해 속초전문대학으로 교명을 변경하였다. 1983년 동우전문대학으로 교명을 변경하였고, 1998년 동우대학으로 교명을 변경하였다.
경동대학교는 1997년, 강원특별자치도 고성군 일대에 최초로 캠퍼스가 조성되었다. 2013년 동우대학과의 통합으로 동우대학이 조성했던 강원특별자치도 속초시 일대 캠퍼스와 이전을 준비중이던 강원특별자치도 원주시 일대에 캠퍼스를 개교하였다. 2014년, 경기도 양주시 일대에 캠퍼스를 신규 개교한 바 있다.
한편, 2011년 교육과학기술부가 정부재정지원제한대학으로 선정한 바 있다. 이어 2018년, 교육부의 대학기본역량진단에서 역량강화대학에 선정된 바 있다.

## 교육편제
2020년 기준, 경동대학교는 3캠퍼스 33개 학부 및 학과를 운영중이다. 단과대학과 대학원은 설치하고 있지 않다.

## 위상
2019년 대한민국 대학 별 졸업생 기준으로 취업률 1위를 기록했다고 알려졌다.

## 캠퍼스 풍경
경동대학교는 강원특별자치도와 경기도의 사립 대학으로, 고성군에 글로벌캠퍼스, 원주시에 메디컬캠퍼스, 양주시에 메트로폴캠퍼스를 설립하고 있다. 본래 동우대학을 통합하고 속초시에 Urie캠퍼스가 있었으나, 현재는 운영하지 않은 채 방치하고 있다.

### 메트로폴캠퍼스
메트로폴캠퍼스는 고암동에 위치하며 경동대학교가 2014년 3월 설치한 캠퍼스이다. 실질적인 대학본부 역할을 수행 중이며, 인문학, 사회과학, 예체능, 공학 계열 학과 등이 편제되어 있다. 캠퍼스 규모는 작은 편으로 3개동의 건축물이 위치한다.
캠퍼스 동부 경동대학로를 통해 접근이 가능하다. 캠퍼스 서부 방면으로 고장산의 산지가 위치하고 있다.

### 메디컬캠퍼스
메디컬캠퍼스는 문막읍과 부론면에 걸쳐 위치하며, 2013년 3월에 설치되었다. 폐교되어 통합된 동우대학의 이원화 캠퍼스 부지로, 간호, 치의학 계열 학과 등이 편제되어 있다. 캠퍼스 규모는 비교적 작은 편으로 7개동의 건축물이 위치한다.
캠퍼스 남서부 견훤로를 통해 진입할 수 있다. 캠퍼스 서부 방면으로 영동고속도로가 지나고 있다.

### 글로벌캠퍼스
글로벌캠퍼스는 토성면에 위치하며, 1997년 3월, 경동대학교 개교와 함께 사용되던 캠퍼스이다. 명목상의 대학본부 역할을 수행 중이며, 관광학 계열 학과가 편제되어 있다. 캠퍼스 규모는 비교적 작은 편으로 8개동의 건축물이 위치한다. 설악산과 동해, 각종 호수가 어우러지는 캠퍼스로서 그 아름다움을 인정받아 한국대학신문은 2001년에 “10대 아름다운 캠퍼스” 중 하나로 선정한 바 있다.
캠퍼스 동부 봉포4길을 통해 접근이 가능하며, 캠퍼스 동부 방면으로 동해와 봉포항및 천진항 등과 인접한다.

## 같이 보기
- 동우대학
- 전재욱
- 경복대학교

## 주해
1. ↑  캠퍼스 동부가 문막읍에, 서부가 부론면에 위치한다.